# Huub Duyn
Huub Duyn (* 1. September 1984 in Wervershoof) ist ein niederländischer Radrennfahrer.

## Sportliche Karriere
Huub Duyn begann seine Karriere 2003 bei dem Radsportteam Bert Story-Piels. Er entschied 2006 Paris–Tours U23 für sich. Zur Saison 2007 erhielt Duyn bei der US-amerikanischen Slipstream-Chipotle-Mannschaft seinen ersten Vertrag bei einem Professional Chess Association. Mit dem Gewinn von Rad am Ring 2017 gelang ihm sein erster internationaler Elitesieg.

## Erfolge
2006
- Paris–Tours U23

2009
- Mannschaftszeitfahren Tour of Qatar

2013
- Mannschaftszeitfahren Volta a Portugal

2017
- Rudi Altig Race

## Teams
- 2003 Bert Story-Piels
- 2005 Moser-AH-Trentino
- 2006 Rabobank Continental
- 2007 Slipstream-Chipotle
- 2008 Slipstream-Chipotle / Garmin-Chipotle
- 2009 Garmin-Slipstream
- 2010 Team NetApp
- 2011 Donckers Koffie-Jelly Belly
- 2012 Cyclingteam de Rijke-Shanks
- 2013 Cyclingteam de Rijke-Shanks
- 2014 Cyclingteam de Rijke
- 2015 Roompot Oranje Peloton
- 2016 Roompot Oranje Peloton
- 2017 Vérandas Willems-Crelan
- 2018 Vérandas Willems-Crelan